# Skyscanner
Skyscanner es un motor de búsqueda global para compra de vuelos, hoteles y alquiler de automóviles. El servicio es libre para los usuarios, que se dirigen a la aerolínea, hotel o proveedor de servicios automovilísticos o agencia de viajes para completar el proceso de reserva. El sitio es multilingüe, ofreciendo búsquedas de vuelo en 30 lenguas que incluyen chino, ruso, portugués, polaco, español o japonés.
Skyscanner no vende vuelos directamente; en cambio, puede encontrar el precio más barato para una ruta y después contacta automáticamente con la aerolínea o empresa proveedora, reservando directamente. Además, Skyscanner mantiene informados permanentemente a los viajeros sobre los cambios en el viaje, así como ofrece consejos de viaje para sus clientes.  En 2013, su aplicación móvil había sido descargada más de 20 millones de veces.
La compañía tiene sede en Reino Unido, con oficinas en Edimburgo, Glasgow y Londres, así como en Singapur, Pekín, Miami y Barcelona (tras la adquisición del comparador de hoteles Fogg), Budapest (con la compra de la empresa de desarrollo de aplicaciones móviles Distinction), Shenzhen (gracias a la adquisición de la compañía china YouBibi) y en Tokio (a través de una joint venture con Yahoo! Japan).
El 23 de noviembre de 2016, el grupo de viajes en línea Ctrip International adquirió Skyscanner por 1.400 millones de dólares para ampliar su mercado.

## Historia
La compañía fue creada en 2001 por tres profesionales de informática (Gareth Williams, Barry Smith y Bonamy Grimes) después de que uno de ellos estuviera frustrado por la dificultad de encontrar vuelos baratos a estaciones de esquí. Skyscanner Versión 1 arrancó en 2002 y en 2003 contrataron al primer empleado para el desarrollo de la página. En 2004 abrió la oficina de Edimburgo y en 2013 la compañía empleaba más de 180 personas.
El sitio comenzó ofreciendo solo compañías de bajo presupuesto europeas, pero desde entonces amplió su oferta de búsquedas para incluir a los más importantes operadores turísticos, incluyendo BA, KLM o Virgin Atlantic Airways. En 2011, Skyscanner adquirió la web Zoombu por una suma no revelada.
En septiembre de 2011, Skyscanner abrió una oficina en Singapur como sede del área Asia-Pacífico. En 2012 fue abierta una oficina en Pekín y Skyscanner empezó una sociedad con el motor de búsqueda más grande de China, Baidu. En febrero de 2013, Skyscanner anunció planes para abrir una base de EE. UU., en Miami En octubre de 2013, el fondo Sequoya anunció que había tomado una participación en el motor de búsquedas británico Skyscanner por valor de 800 millones de dólares.
A finales de 2016 la empresa escocesa fue adquirida por Ctrip International Ltd, la empresa líder en el sector de los viajes en línea en China, por más de 1 billón de libras.

## Cronología reciente
- En octubre de 2013, Sequoia Capital entra en Skyscanner con una cantidad no revelada y se valora la compañía en 588 millones de dólares.[20]
- En junio de 2014, Skyscanner adquirió la compañía china Youbibi, con sede en Shenzen, China.[21]
- En agosto de 2014, un estudio que comparaba varios sitios web de viaje concluía que Skyscanner era el preferido para los usuarios de entre 16 y 34 años. El mismo estudio afirmaba que el 64% de quienes han utilizado Skyscanner confían en la plataforma.[22]
- En octubre de 2014, Skyscanner obtuvo una distinción como mejor aplicación móvil en Budapest.[23]
- En enero de 2016, Skyscanner anunció que había conseguido 192 millones de dólares para su expansión internacional.[24]
- En noviembre de 2016 Skyscanner fue adquirida por 1.4 billones de libras por la empresa china Ctrip International Ltd.[25]

## Herramientas Skyscanner (Skytools)
Skyscanner ofrece un suite de herramientas en línea libres, en conjunto llamados Skytools que permite a usuarios y administradores web descargar e integrar información de vuelo de Skyscanner a su sitio web propio, página personal o computadora. Estos entran la forma de un Mapa de Vuelo API (un mapa interactivo centellea mostrando aeropuertos en un mapa mundial), un WhoFlies API, el cual muestra aerolíneas para cualquier ruta dada y una Búsqueda de Vuelo API que da precios en vivo.

## Cuota de mercado y popularidad
Skyscanner recibe más de 50 millones de visitas al mes y tiene una facturación anual de £93 millones (2012). El sitio ha sido bien recibido por los medios de comunicación de Reino Unido; en un experimento para hallar el vuelo barato on-line realizado por el diario The Guardian, Skyscanner fue alabado por encontrar los billetes de vuelo más baratos y por batir a muchos operadores más grandes como Expedia y Travelocity. El sitio ha sido también listado en los artículos del diario The Independent - El Diez Mejores: Sitios de Viaje. Y 101 Sitios web Realmente Útiles. The Daily Telegraph nombró Skyscanner uno de los 9 mejores sitios de viaje de Internet.
El mercado se ha expandido y muchas otras compañías proporcionan servicios similares (ya sea compitiendo o colaborando) como Kayak.com, Dohop, Travelocity, JetRadar, Orbitz, CheapOair, Mobissimo, Trabber y eLandFly.

## Accionariado
El principal accionista de Skyscanner es el fondo de capital riesgo Scottish Equity Partners. En octubre de 2013 la firma de capital riesgo Sequoia Capital, que también ha trabajado con Cisco y Yahoo, toma una parte significativa de su accionariado y Michael Moritz, presidente de la compañía, se une al consejo de Skyscanner.

## Premios
Skyscanner ha ganado varios premios que incluyen el premio de la Reina para Empresa, Travolution Marca del Año 2011 y Comparación del Mejor Vuelo 2010 de Travolution.